# Trachycephalus lepidus
Espèce
Synonymes
- Phrynohyas lepida Pombal, Haddad & Cruz, 2003

Statut de conservation UICN

 DD  : Données insuffisantes
Trachycephalus lepidus est une espèce d'amphibiens de la famille des Hylidae.

## Répartition
Cette espèce est endémique de l'État de São Paulo au Brésil,.

## Publication originale
- Pombal, Haddad & Cruz, 2003 : New Species of Phrynohyas from Atlantic Rain Forest of Southeastern Brazil (Anura, Hylidae). Copeia, vol. 2003, no 2, p. 379–383 (texte intégral).